# Donau City

Pohled na Donau City (2014)

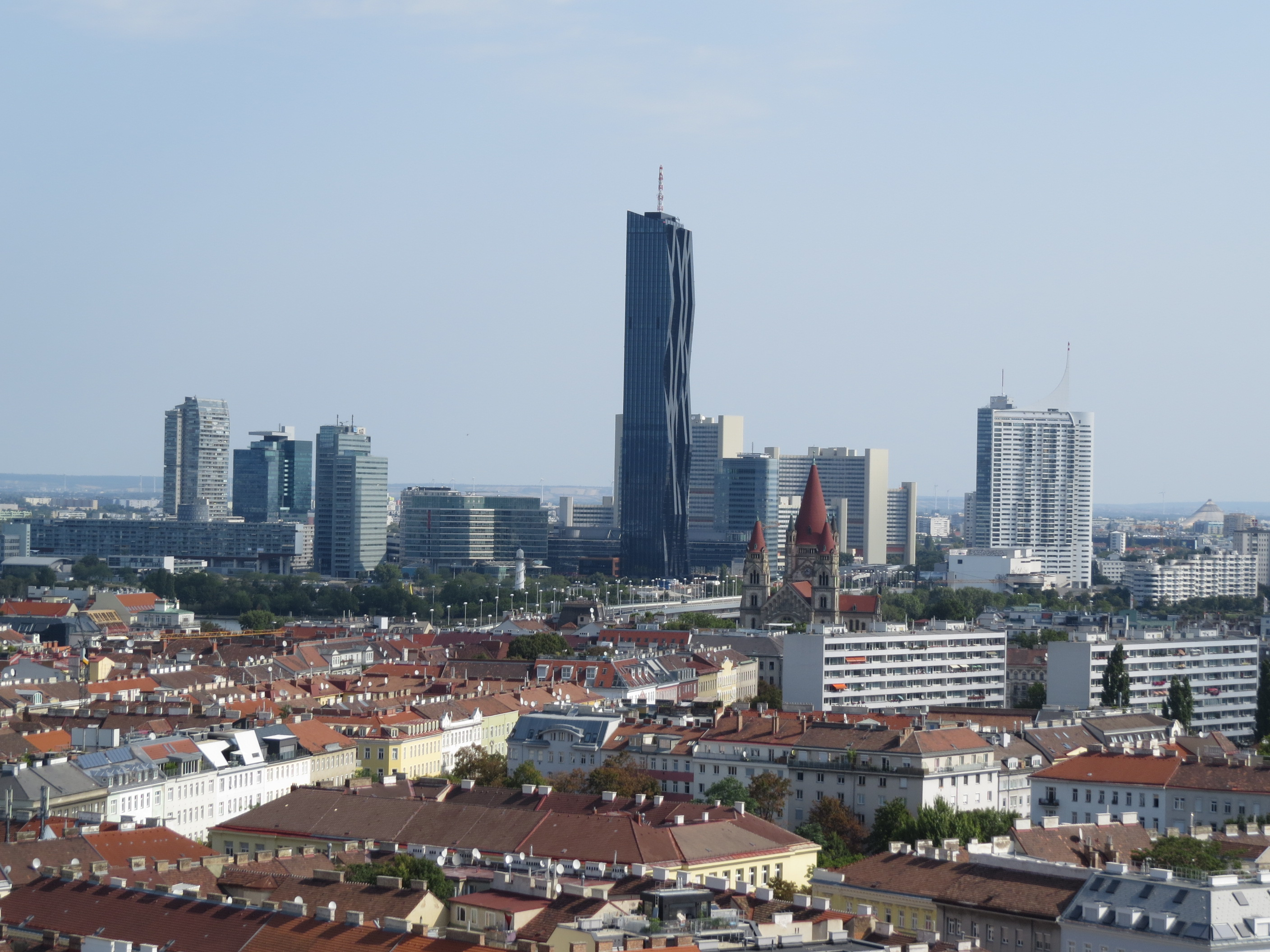
Donau City (2017)

Donau city je nová zástavba ve 22. vídeňském obvodu Donaustadt. Nachází se na levém břehu Dunaje as 3 km severo-východně od historického centra Vídně.

## Historie a popis čtvrti
První stavební práce zde začaly v roce 1995. Nyní zde pracuje a bydlí asi 8 000 obyvatel, po dokončení všech plánovaných budov v roce 2012 by se toto číslo mělo zvýšit asi na 15 000. Toto "Město ve městě" slouží převážně pro administrativní účely (cca 70 procent), asi 20 procent jsou byty a zbytek restaurace, kavárny, atd. Donau City sousedí s parkem Donaupark, ve kterém se nachází televizní věž Donauturm. Tunelem zde vede dálnice A22 na kterou je "DC" napojeno dvěma mimoúrovňovými křižovatkami.
Nejvyšší budovou je od roku 2012 DC Tower 1 s 220 metry (60 podlaží).

## Přehled některých budov
| název               | výška (m) | výstavba  | architekt                           | účel                       |
| ------------------- | --------- | --------- | ----------------------------------- | -------------------------- |
| Andromeda-Tower     | 113       | 1996-1998 | Wilhelm Holzbauer                   | Kanceláře                  |
| Hochhaus Neue Donau | 150       | 1999-2002 | Harry Seidler                       | Byty                       |
| IZD Tower           | 130       | 1998-2001 | T. Feiger                           | Kanceláře                  |
| DC Tower 1          | 220       | 2010-2013 | Dominique Perrault                  | Kanceláře, Hotel, Byty     |
| Mischek Tower       | 110       | 1998-2000 | Elke Delugan-Meissl & Roman Delugan | Byty                       |
| Tech Gate Vienna    | 75        | 1999-2005 | Sepp Frank, Wilhelm Holzbauer       | Vědecko-technologický park |
| Ares Tower          | 100       | 1999-2001 | Heinz Neumann                       | Kanceláře                  |
| STRABAG Haus        | 45        | 2001-2003 | Ernst Hoffmann                      | Kanceláře                  |
| Saturn Tower        | 95        | 2003-2004 | Heinz Neumann, Hans Hollein         | Kanceláře                  |

## Galerie

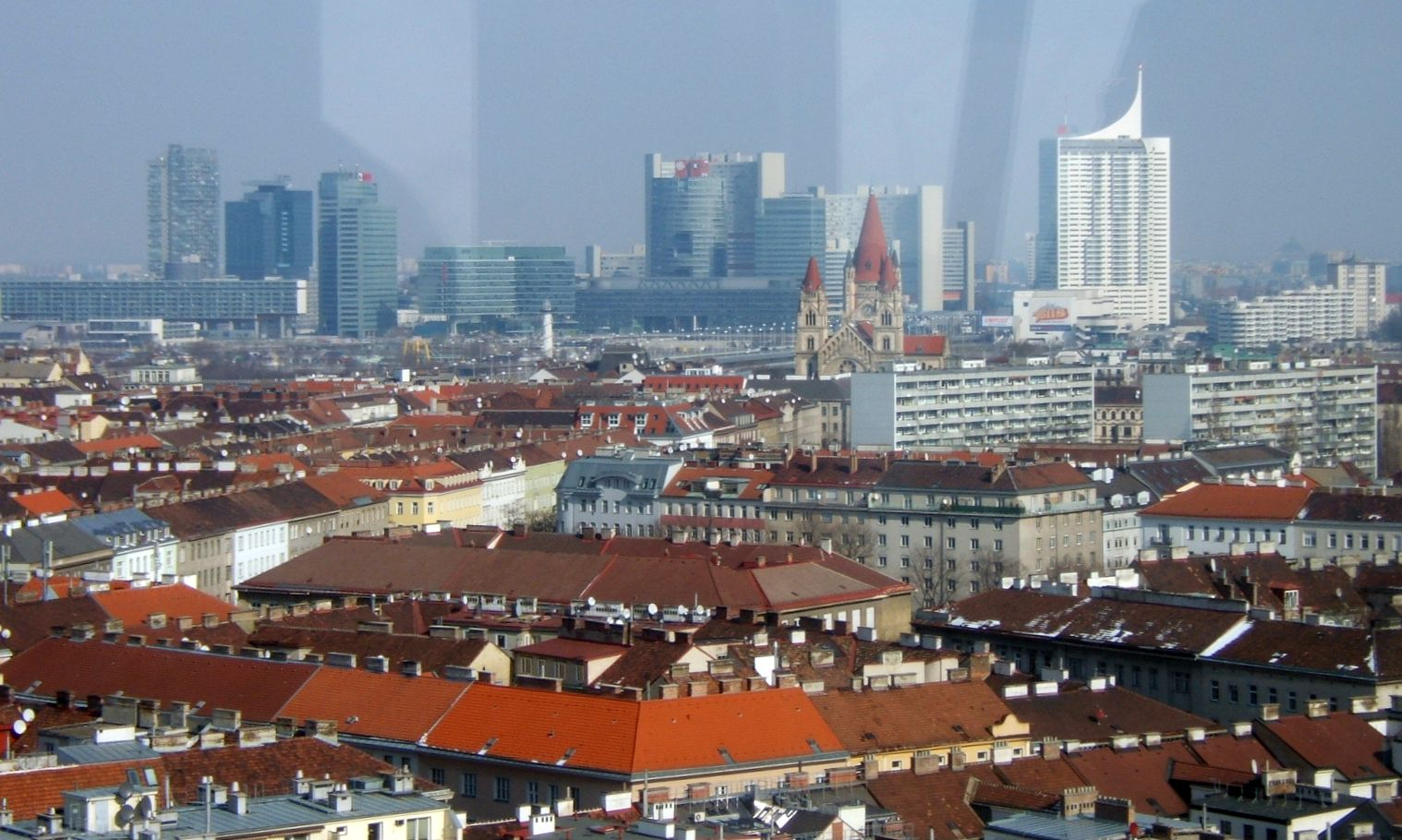
DC z pohledu Vídeňského kola
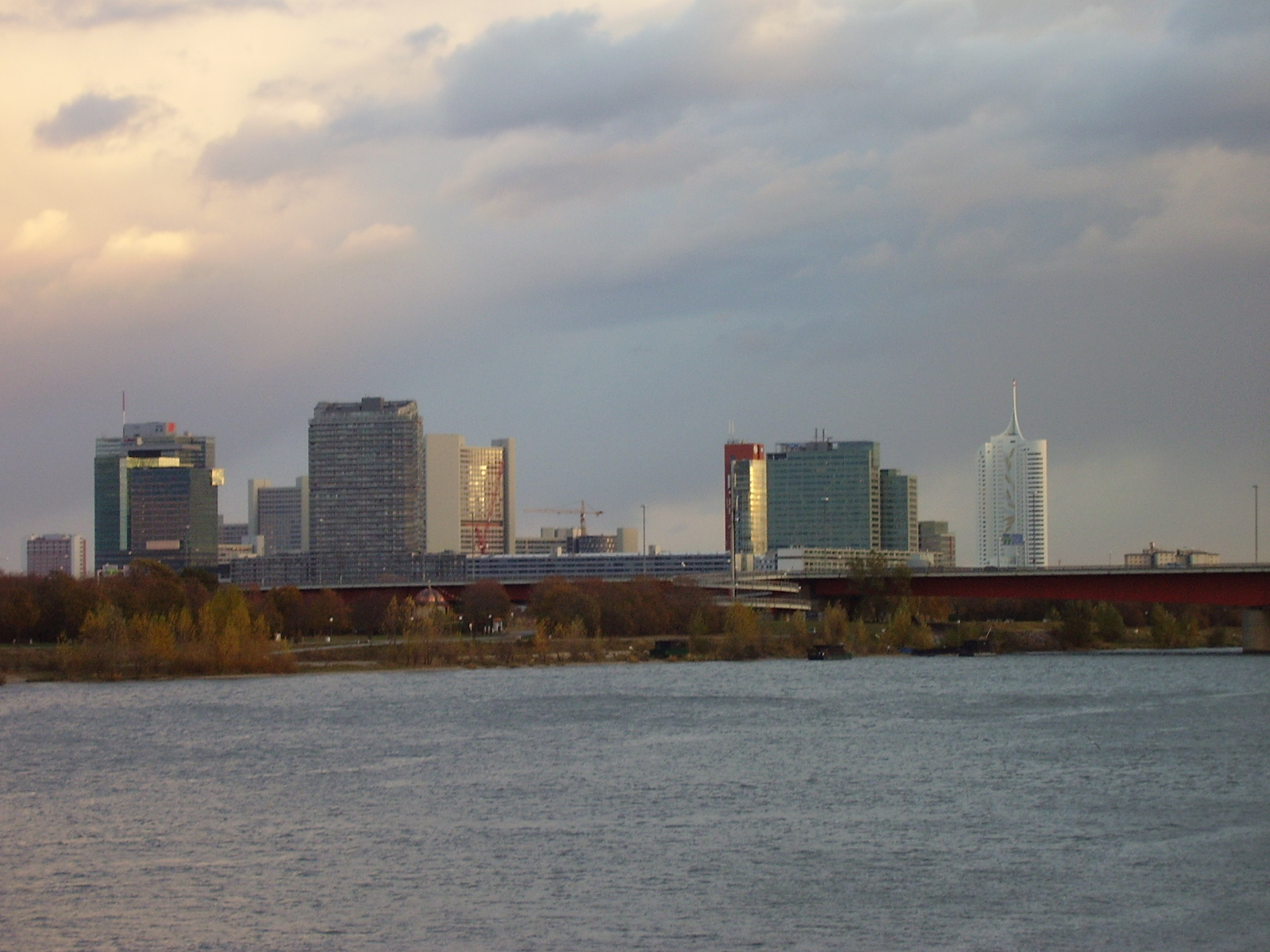
Pohled od Millennium Tower
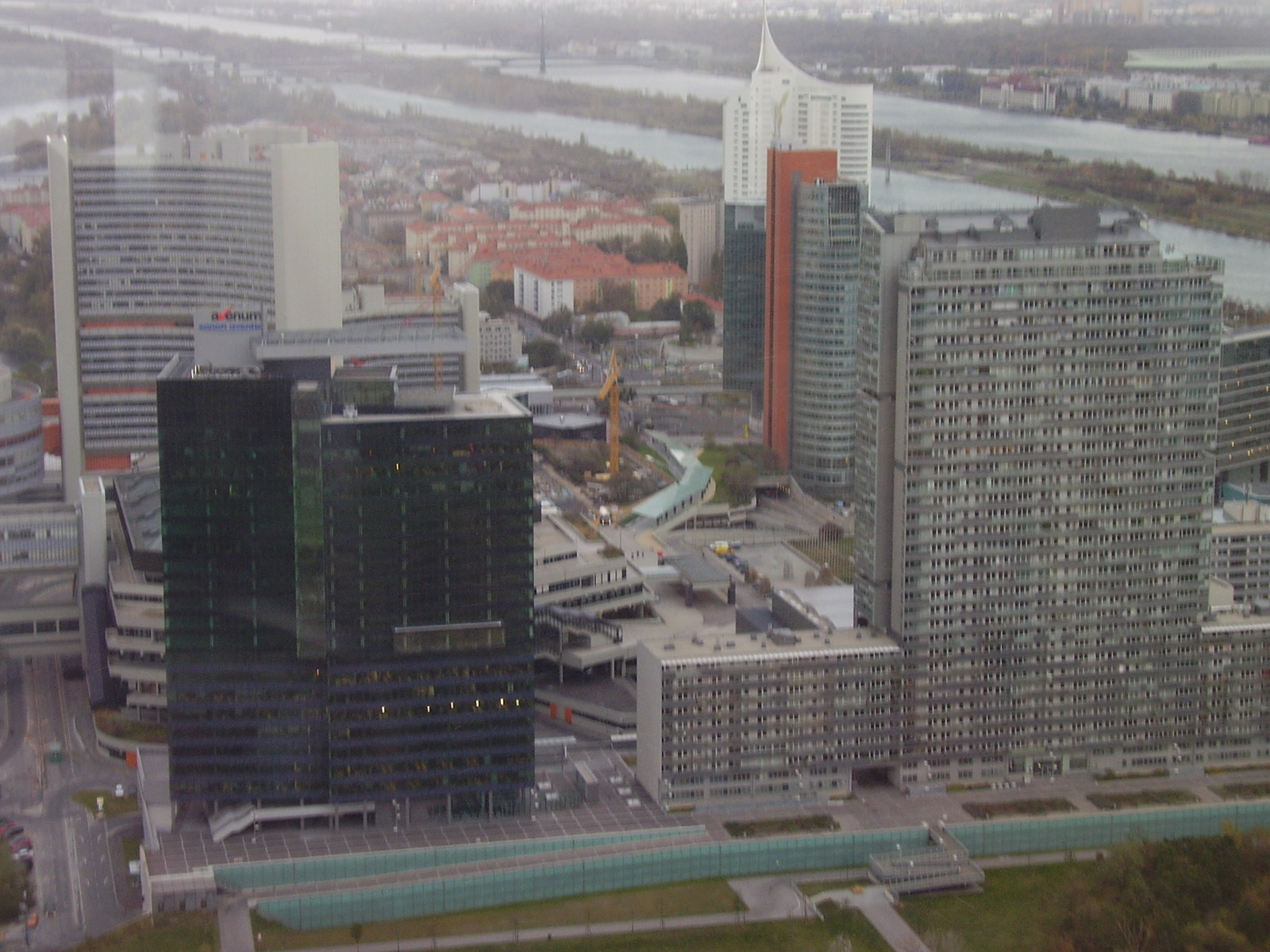
Pohled z televizní věže Donauturm
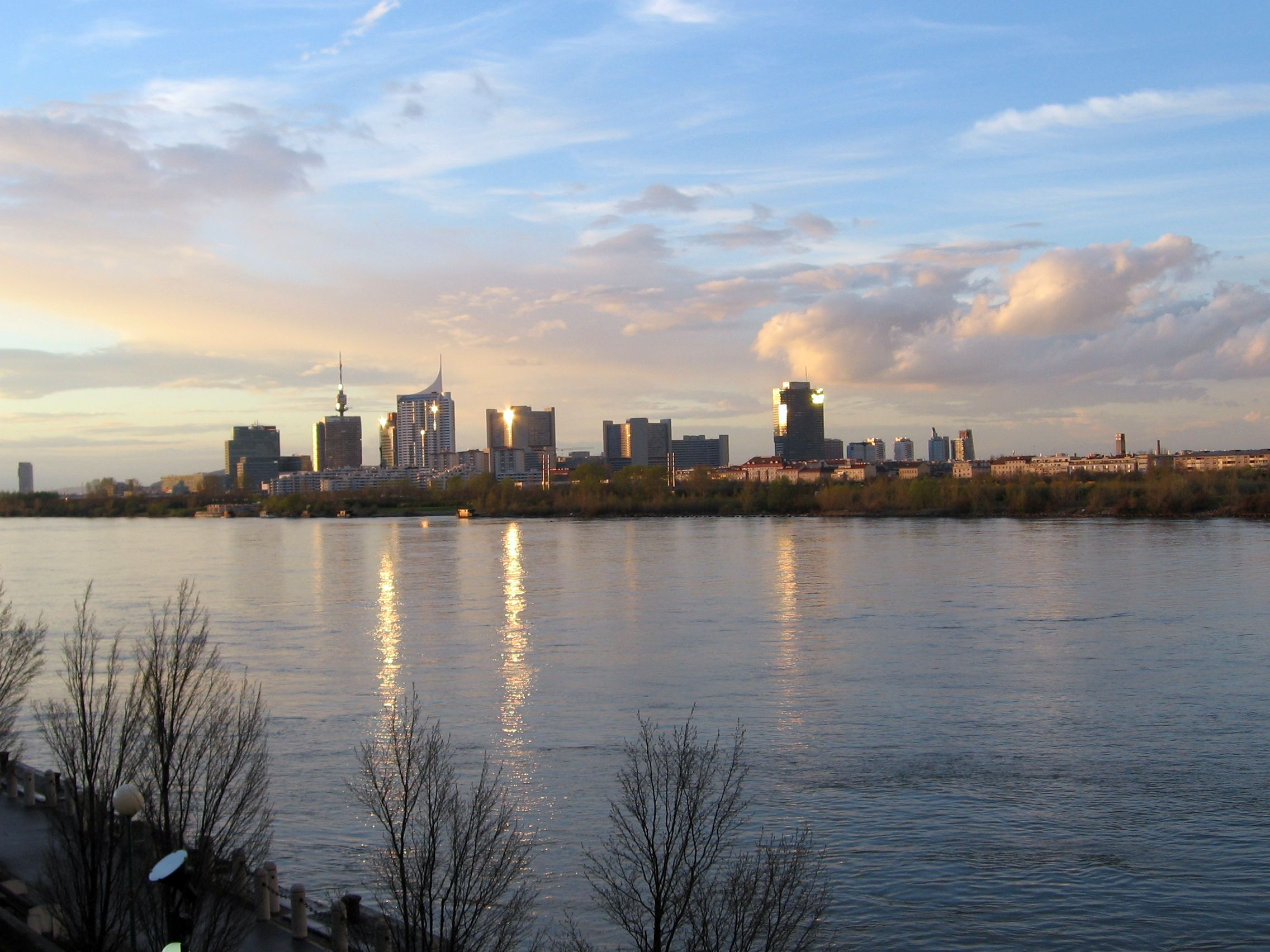
Donau city
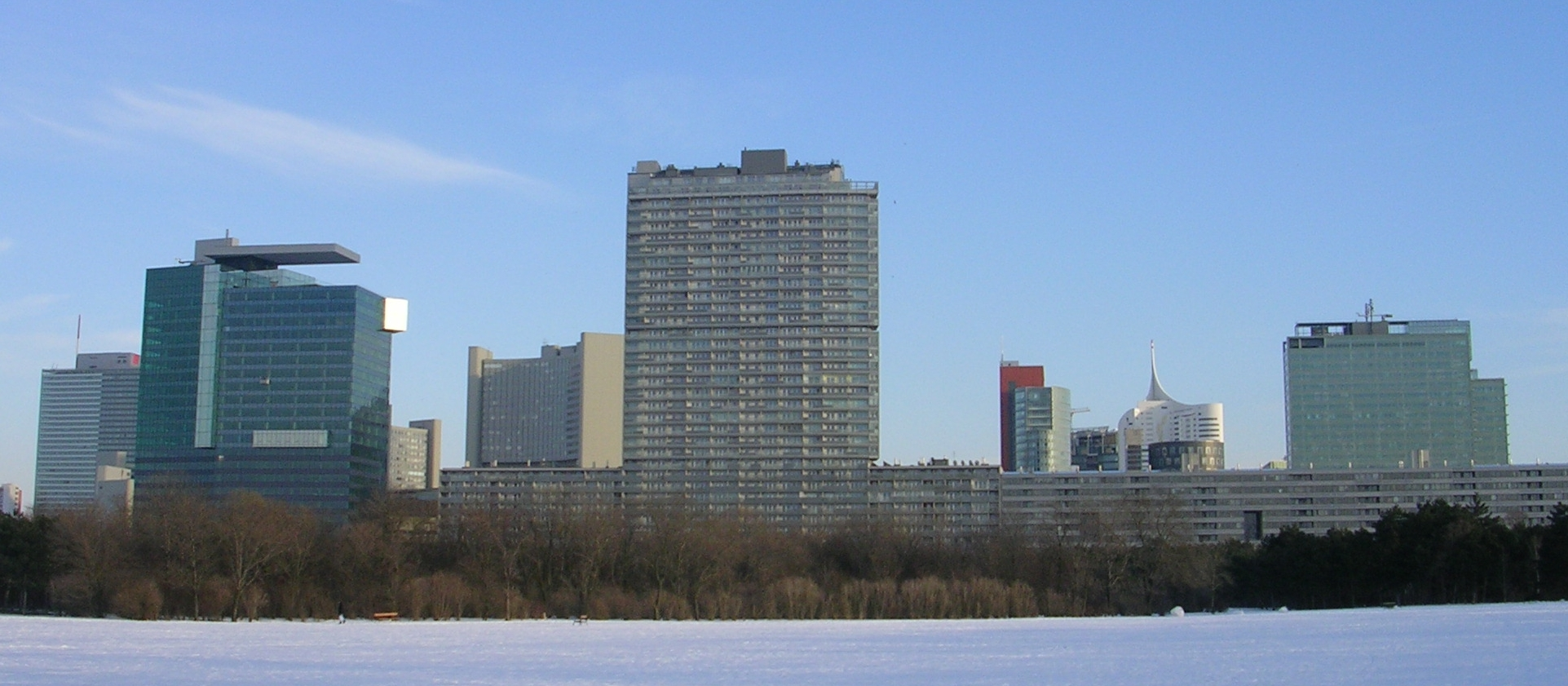
Donau city v zimě
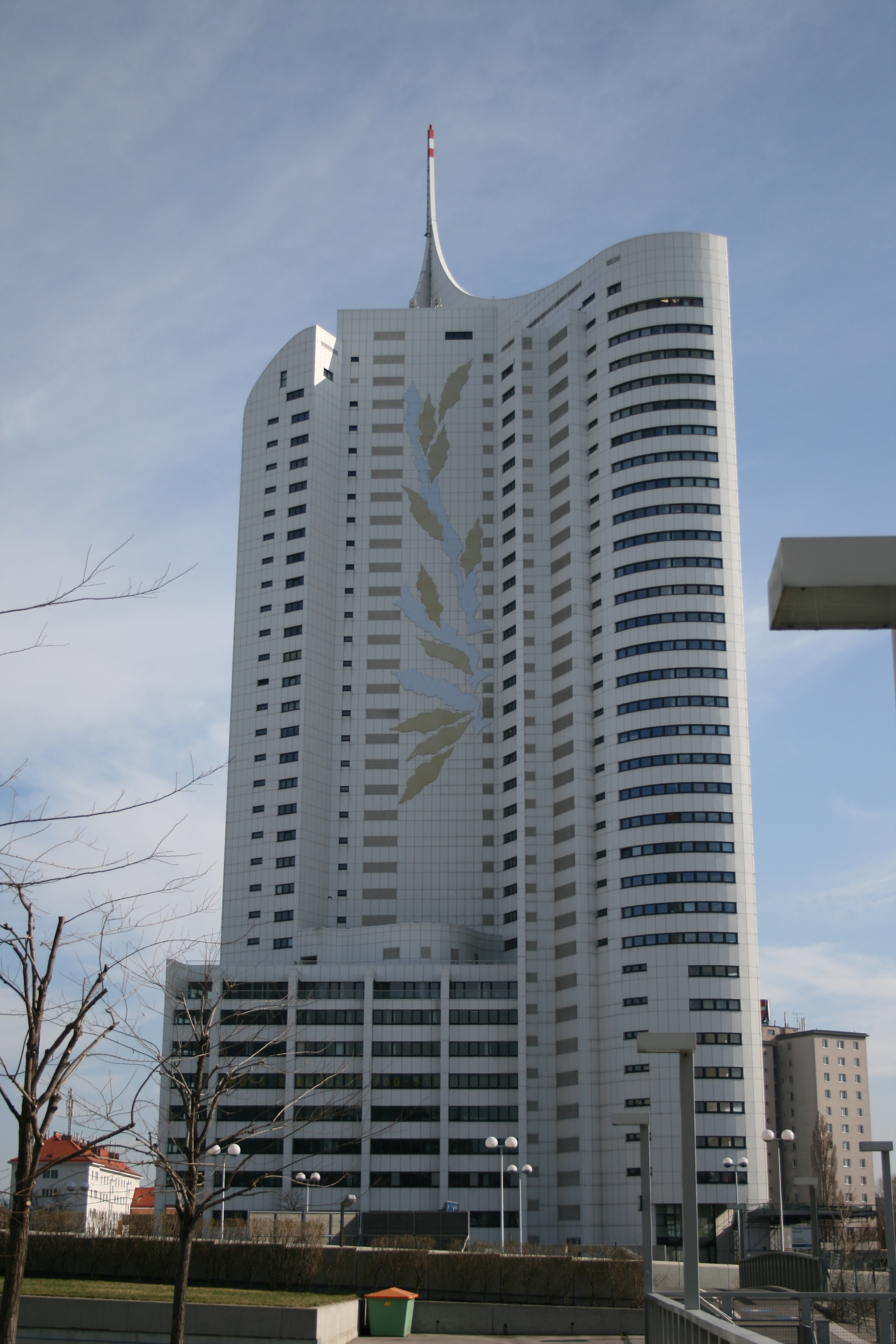
Druhá nejvyšší budova Hochhaus Neue Donau
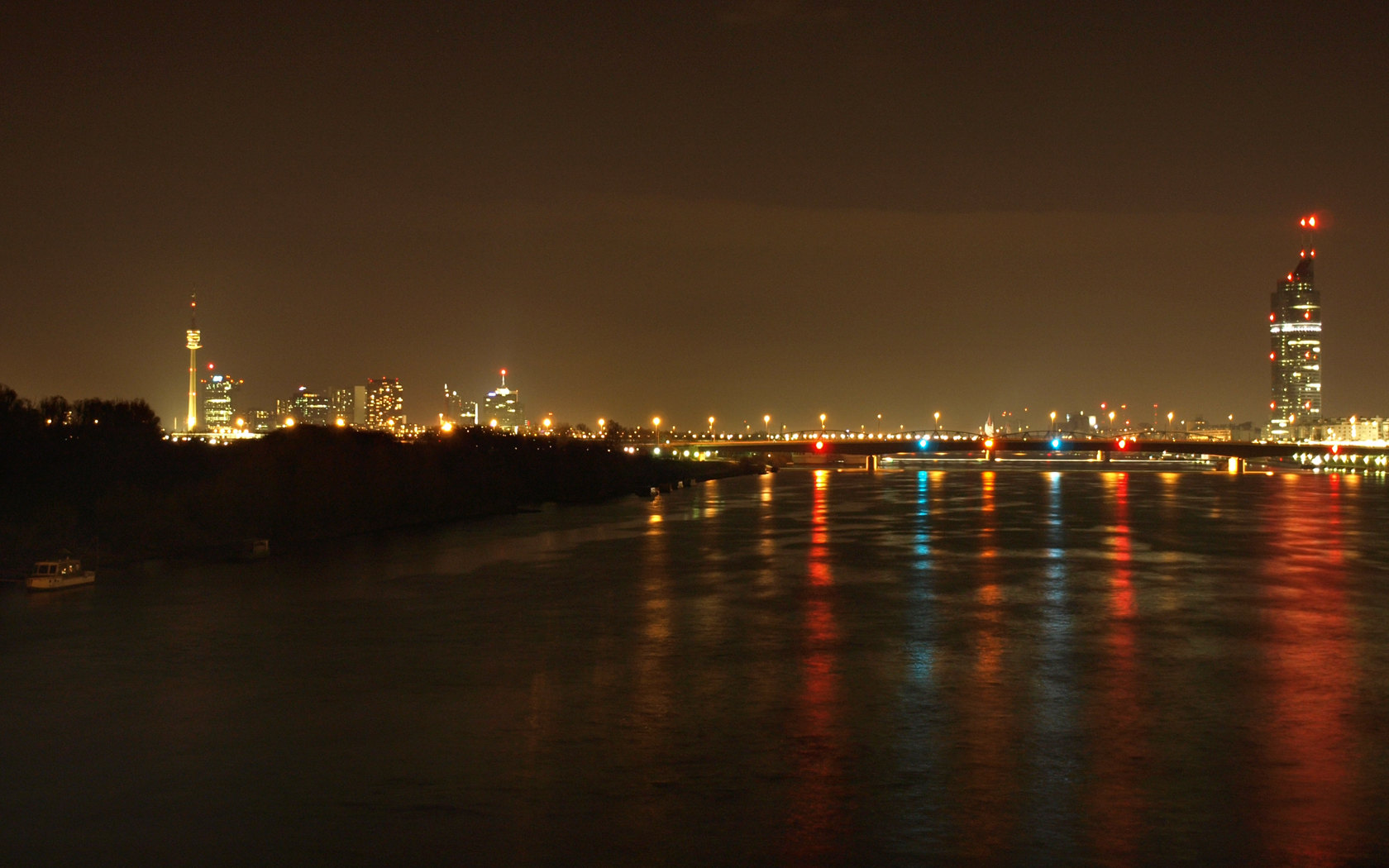
noční pohled na Donau city (vlevo) Millennium Tower (napravo)
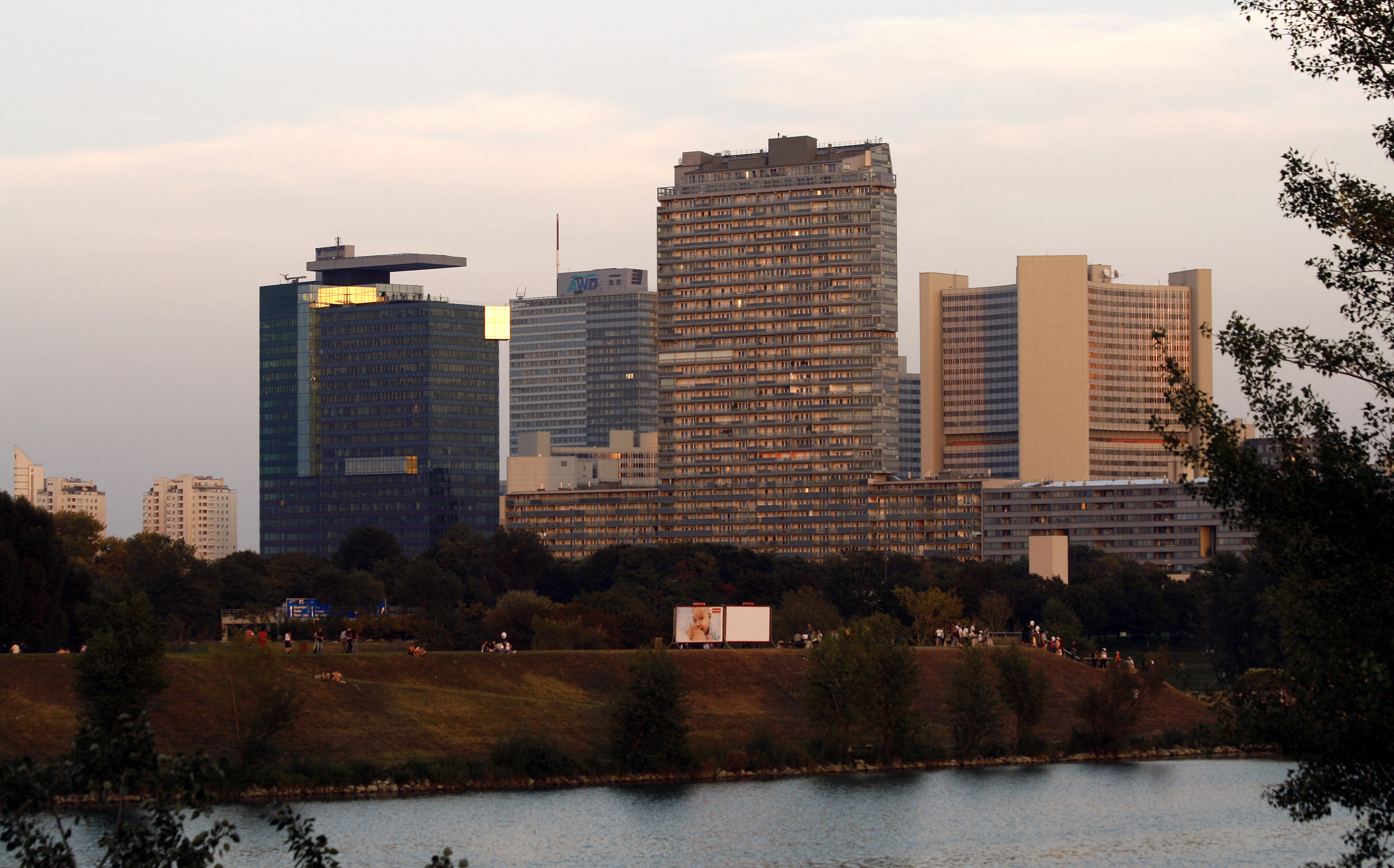
Donau city